# Matteo Corsini
Matteo Corsini (Matteo di Niccolò Corsini; Giovanni di Matteo Corsini; Matteo di Giovanni Corsini) (* Florença, 4 de Novembro de 1322 - Florença, 22 de Setembro de 1402), foi humanista, literato, mercador e conde palatino italiano.  Depois de haver feito inúmeras viagens pela Europa, por volta de 1361 retornou muito rico para a sua pátria, onde passou a se dedicar aos estudos históricos e literários. Foi amigo de Francesco Petrarca. 

## Biografia
Era filho de Niccolò di Duccio e de Dona Gemma di Guglielmo Stracciabendi.  Seu pai morreu quando ele tinha doze anos, e por isso, junto com seus oito irmãos, passou à tutela do tio paterno, Tommaso, pessoa muito influente na cidade e um dos líderes da família Corsini.  Junto com os irmãos e os primos, filhos do tutor, sofreu a política familiar de longo alcance do tio.  Este, na verdade, açoitado por desventuras financeiras que abalaram o mundo dos negócios florentinos durante aquela década desastrosa, optou por iniciar uma grande prole masculina para diferentes atividades e profissões, de modo a que o insucesso financeiro não comprometesse a estrutura econômica de toda a família.  
Com isso os Corsini tiveram de estender suas atividades econômicas com viagens ao exterior que foram mais tarde relatadas no Livro de Recordações de Matteo.  Com isto Matteo viajou pela Europa (Inglaterra, Alemanha, França, Bélgica, Holanda, etc) onde foi negociante de lã, seda e de outros produtos comerciais, antes de seu retorno à cidade natal.  Em 2 de Fevereiro de 1362 já estava de volta e três meses depois se casou com Lorenza († 1398), a mulher que lhe tinha sido prometido, a qual lhe foi fiel durante toda a sua vida.  Iniciou então uma vasta atividade econômica como banqueiro e comerciante, tendo ocupado inúmeros cargos públicos.  Deixou um Livro de Recordações onde relata todas as suas experiências e viagens, livro esse que foi continuado pelo seu filho Giovanni (1376-1430).
O seu primo Giovanni foi um grande senescal da Armênia e governador de Rodes. Um outro primo, Filippo (1334-1421), foi professor de direito, diplomata ativíssimo e cinco vezes gonfaloniere. 

## Obra
- Il libro delle ricordanze dei Corsini (1362-1457)
- Rosaio della vita (1373, obra atribuída a Matteo Corsini)

## Família Corsini
- Andrea Corsini (* 30 de Novembro de 1302 - † 6 de Janeiro de 1373), bispo, confessor e eclesiástico italiano.
- Pietro Corsini (1335-1403), cardeal e bispo italiano.
- Giovanni (1376-1430), filho de Matteo Corsini, e continuador do Livro de Recordações.
- Pietro Corsini (1380-1441), literato italiano.
- Amerigo Corsini (1452-1501), humanista italiano.
- Bartolomeo Corsini (* 18 de Julho de 1606 - † 24 de Março de 1673), literato e poeta italiano.
- Lorenzo Corsini (1649-1730), Papa Clemente XII.
- Neri Corsini († 19 de Setembro de 1678), Arcebispo de Damieta, eleito em 15 de Fevereiro de 1666.
- Neri Maria Corsini (* 1685 - † 6 de Dezembro de 1770), sobrinho de Clemente XII e cardeal italiano.
- Eduardo Corsini (1702-1765), historiador e antiquariano italiano
- Odoardo Corsini (* 5 de Outubro de 1702 - † 27 de Novembro de 1765), teólogo e filólogo italiano.
- Tommaso Corsini († 1767), príncipe de Sisismeno.
- Andrea Corsini († 18 de Janeiro de 1795), sobrinho de Clemente XII e protonotário apostólico.
- Don Neri Corsini (1810), Marquês de Lajatico e chefe de estado italiano.